# Abszurd dráma
Az abszurd dráma a második világháború után kibontakozó abszurd irodalom legnagyobb hatású műfaja; új szemléletű drámairodalmat és annak megfelelő színházi előadásokat teremtett. Az abszurd drámát a lét teljes értelmetlenségét, céltalanságát tételező világkép hatja át, tudatosan az irracionalitásra törekszik. Anti-dráma, hiszen a dráma eredetileg a cselekvés műformája, itt viszont a szereplők tehetetlen lények, sorsuk a passzivitás, a vegetatív szintű lét, amelyből kitörni nem lehet. A kifejezhetőség is kérdésessé válik, a nyelv maga is „lefokozódik” (nincs sem kommunikáció, sem karakter). A kevés vegetáló szereplő, a cselekményhiány és a szegényes nyelv mellett a kopár színterek is fokozzák a szorongás és a bizonytalanság élményét. Ionesco darabjaiban (A kopasz énekesnő, 1949) még van konkrét meghatározottság; Beckett mutatja fel a Godot-ra várvától (1948) kezdve az emberi lét egyetlen tartalmaként a „lassú felbomlást, a vánszorgást a vég felé”. Dürrenmatt (Az öreg hölgy látogatása, 1956; A fizikusok, 1962) saját groteszk komédiáit, paraboláit, tézisdrámáit „paradox színháznak” nevezi.
Franciaországból indult, megteremtői: Samuel Beckett, Arthur Adamov, Eugène Ionesco, Jean Genet.
Legjelentősebb alakjai:
- Franciaország: Boris Vian, Robert Pinget, Jean Tardieu, Eugène Ionesco, Jean Genet.
- Olaszország: Dino Buzzati
- Írország: Samuel Beckett
- Svájc: Max Frisch
- Németország: Günter Grass,
- Nagy-Britannia: Harold Pinter, N. F. Simpson, Tom Stoppard
- USA: Edward Albee
- Oroszország: Danyiil Harmsz, Mihail Volohov
- Magyarország: Déry Tibor, Örkény István, Mészöly Miklós

Keletkezésében közrejátszik a második világháború utáni fejlett kapitalizmus individualista színezetű bírálata.

## Jellemzői
- Az abszurd dráma az embert tehetetlen lénynek tekinti, kinek törekvései eleve bukásra vannak ítélve.
- Lehetetlennek tartja az emberi közösséget, és a közlekedést.
- A nyelv alkalmatlan a kifejezésre, abszurd.

### Forrásai
- A technikai civilizáció víziója, a bürokrata gépezetben őrlődő kisember létbizonytalansága, és a tehetetlenségre kényszerítettség.

### Kritériumai
- Abszurditásig fokozott általánosítás.
- Nincs osztálykülönbség.
- Konfliktusa legtöbbször a társadalomból, történelemből kiszakított ember ösztönvilágának ábrázolása. A végzet meghatározatlan, homályos.
- Hangja: pesszimista beletörődés vagy cinikus kacaj.
- Kristályosan foglalja magába a modern színpadi szemlélet leglényegesebb elemeit: cselekménye nincs, kevés a szereplő, kopár, puritán színhelyeken játszódik. Fontos a gesztusok nagy hangsúlya.
- Többségükben egyfelvonásos darabok.
- Új szimbólumrendszert kezdeményeznek.
- Az abszurd színház színészeszközökben rendkívül gazdag.

## Néhány ismert abszurd dráma
- Samuel Beckett: Godot-ra várva (1952)
- Eugène Ionesco: A kopasz énekesnő (1949), Eladó lány (1953), Az új lakó (1953), A különóra (1951), Rinocéroszok (1959)
- Jean Genet: A cselédek (1947), A négerek (1959)
- Harold Pinter: A gondnok (1960)
- N. F. Simpson: Egyirányú inga (1960)